# جيوفري فووت
جيوفري فووت هو سياسي أسترالي، ولد في 20 يوليو 1915، وتوفي في 4 مايو 2009. انتخب عضو المجلس التشريعي التاسماني ‏.